# Franz Wolfgang (Hohenzollern)
Franz Wolfgang von Hohenzollern (* 1483/1484; † 16. Juni 1517) aus der schwäbischen Linie der Hohenzollern war von 1512 bis 1517 regierender Graf von Haigerloch.

## Leben
Franz Wolfgang war Sohn des Eitel Friedrich II. (1452–1512), Graf von Hohenzollern und Haigerloch, und seiner Gemahlin Magdalena von Brandenburg (1460–1496).
In jungen Jahren nahm er 1495 mit seinem Vater am Reichstag zu Worms unter dem späteren Kaiser Maximilian I. teil. Ebenso besuchte er 1511 den Reichstag zu Augsburg. 1503 heiratete er Rosine von Baden, Tochter des Markgrafen Christoph I.
Als sein Vater 1512 starb, folgte er diesem als Graf von Haigerloch, während sein Bruder Eitel Friedrich III. die Grafschaft Hohenzollern erbte.
Nach dem Tode von Franz Wolfgang 1517 erhielt Gräfin Rosine als Witwensitz Schloss Haigerloch und heiratete 1526 erneut.

## Nachkommen
Der Graf hatte mit seiner Gattin Rosine folgende Kinder:
- Christoph Friedrich († 1535), 1517–1535 Graf von Haigerloch
- Joachim († 1538), 1535–1538 Graf von Haigerloch
- Elisabeth (* 1514; † 1573), ⚭ Johann Christoph I. della Scala von Verona (* 1509; † 1544), Herr von Amerang
- Helena Eleonore, ⚭ Christoph, Graf von Tengen zu Nellenburg
- Anna, ⚭ Ulrich Philip, Freiherr von Hohensax
- Rosina